# Мастрело (Комо)
Мастрело је насеље у Италији у округу Комо, региону Ломбардија.
Према процени из 2011. у насељу је живело 89 становника. Насеље се налази на надморској висини од 385 м.